# David VII de Georgia
David VII, también conocido como David Ulu (en georgiano: დავით VII ულუ) (1215–1270), de la casa Bagrationi, fue rey de Georgia de 1247 a 1270, conjuntamente con su primo y tocayo, David VI, de 1247 a 1259, cuando David VI se rebeló contra la hegemonía Mongola e independizó la mitad occidental del reino mientras que David VII quedó relegado a la mitad oriental. Durante su reinado, Georgia continuó declinando bajo control mongol.

## Primeros años y diarquía
David era hijo ilegítimo  de Jorge IV Lasha con una mujer no perteneciente a la nobleza. Temiendo que pretendiera el trono, su tía, la reina Rusudán la mantuvo prisionero en la corte de su yerno, el sultán Kaykhusraw II durante casi siete años, y envió su hijo David a la corte mongola para conseguir su reconocimiento oficial como heredero aparente. Tras la derrota de Kaykhusraw  por los Mongolse, David, hijo de Jorge, fue liberado en 1242. En 1246,  fue elegido rey por los nobles georgianos que creyeron que su primo David VI, hijo de Rusudan, había muerto en 1244. Tras su coronación en la catedral de Svetitsjoveli, Mtsjeta, fue enviado al Gran Kan Guyuk Kan para recibir el reconocimiento oficial. Retenido en Karakórum durante cinco años,  conoció allí a su primo David. Finalmente, Guyuk Khan reconoció a David (hijo de Lasha Giorgi) como soberano conjunto y nombró al otro David (hijo de Rusudan) como cogobernante junior. A partir de entonces conocidos como David VII Ulu (i.e. "el mayor") y David VI Narin (i.e. "el joven"), los primos gobernaron conjuntamente durante años.

## Decadencia del reino
En 1256, David Ulu con auxiliares georgianos participaron en la conquista Mongola de Alamut. En 1259, David Narin se levantó, infructuosamente, contra el yugo Mongol y, huyó a Kutaisi, desde donde gobernó la región occidental de (Imereti) como gobernante independiente. En 1260, Hulagu Khan pidió a David Ulu que le apoyara en la guerra en contra Egipto. David, recordando las pérdidas georgianas en Bagdad (1258) rechazó la petición y se rebeló. Un gran ejército Mongol dirigido por Arghun Noyan atacó la provincia meridional de Samtsje, derrotado al rey y a su spasalar (general) Sargis Jakeli de Samtsje, pero no pudo capturar las fortalezas rebeldes principales y abandonó el país en junio de 1261. No obstante, las fuerzas eran desiguales y David Ulu tuvo que refugiarse en la corte de su primo, David VI Narin Kutaisi. Su familia fue capturada y la mujer de David Gvantsa asesinada por los mongoles. En 1262, firmó la paz con los mongoles y regresó a Tiflis, partiendo el país en dos partes con ambos gobernantes titulándose como reyes de Georgia.

## Vida posterior
A petición del Ilkanato, el ejército de David Ulu fue despachado a defender las fortificaciones de Siba contra la Horda Dorada en 1263. En 1265, las fuerzas georgianas que ejercían de vanguardia del ejército del Ilkanato derrotaron a Berke, Kan de la Horda Dorada, y expulsaron sus tropas de Shirván. La pesada dominación mongola acabó provocando una crisis política y económica en el reino. A raíz de una disputa con la corte real, (la provincia de Samtskhe se separó), entregó directamente al gobierno del Ilkanato en 1266. Así, Georgia se desintegraba aún más para formar tres entidades políticas separadas.
David VII Ulu murió de infección intestinal a la edad de 55 años en la primavera de 1270. Está enterrado en Mtsjeta. Fue sucedido por su hijo Demetrio II.

## Matrimonio e hijos
Estuvo casado cuatro veces. Su primera mujer, Jigda-Khatun, bien una mujer mongola o una hija del Sultán de Rum, murió en 1252. Mientras tanto (1249/50), él inició una relación bígama con una mujer alana, Altun, a la que repudió en 1252. Su tercera mujer Gvantsa, viuda del noble Georgiano Avag Mkhargrdzeli e hija de Kakhaber, eristavi (duque) de Racha y Takveri, fue ejecutada por orden de Hulagu Kan en 1262. En 1263, David se casó con Esukan, hija del Mongol noyan Chormaqan.
Tuvo dos hijos y dos hijas, incluyendo:
- Jorge (1250–1268) (con Altun), el heredero aparente, muerto en 1268,
- Tamar (con Altun) casada dos veces: un hijo de Arghun noyan en c. 1273, y más tarde el noble Georgiano Sadun de Mankaberdi, regente del reino en 1269-1278.
- Demetrio (con Gvantsa), que le sucedió en 1270.